# Coupe continentale de rink hockey
La Coupe Continentale de rink hockey est une compétition européenne de rink hockey. Elle est organisée chaque année par la World Skate Europe. Elle opposa le vainqueur de la Ligue Européenne à celui de la Coupe d'Europe des vainqueurs de coupe jusqu'en 1995. Depuis la disparition de cette dernière, en 1997, le vainqueur de la Coupe CERS prend part à cette compétition. Aucune édition n'a eu lieu pour la saison 1995-96.
Cette compétition était appelée Supercoupe Européenne entre 1980 et 1997. Elle porte son nom actuel depuis 1998.

## Format
La Coupe continentale se jouait en matchs aller et retour jusqu'en 2006 (hormis la première édition). Un match unique se déroulait sur terrain neutre entre 2007 et 2011 puis à nouveau en aller et retour jusqu en 2016.
Depuis 2017 un Final Four est organisé entre les quatre finalistes des deux coupes européennes.

## Palmarès

### Palmarès par édition
L'historique de la compétition depuis sa création:
| Année   | Vainqueur         | Finaliste        | Aller | Retour | Score |
| ------- | ----------------- | ---------------- | ----- | ------ | ----- |
| 1979-80 | FC Barcelone      | AFP Giovinazzo   | -     | -      | 9-4   |
| 1980-81 | FC Barcelone (2)  | Sporting CP      | 6-2   | 12-1   | 18-3  |
| 1981-82 | FC Barcelone (3)  | FC Porto         | 3-2   | 7-1    | 10-3  |
| 1982-83 | FC Barcelone (4)  | FC Porto         | 3-4   | 11-5   | 14-9  |
| 1983-84 | FC Barcelone (5)  | Reus Deportiu    | 2-1   | 10-1   | 12-2  |
| 1984-85 | FC Barcelone (6)  | Sporting CP      | 9-0   | 5-3    | 14-3  |
| 1985-86 | FC Porto          | AD Sanjoanense   | 9-3   | 3-4    | 12-7  |
| 1986-87 | HC Liceo          | FC Barcelone     | 4-4   | 4-1    | 8-5   |
| 1987-88 | HC Liceo (2)      | CE Noia          | 9-4   | 2-4    | 11-8  |
| 1988-89 | CE Noia           | Roller Monza     | 2-3   | 7-3    | 9-6   |
| 1989-90 | HC Liceo (3)      | FC Porto         | 6-4   | 3-2    | 9-6   |
| 1990-91 | OC Barcelos       | Sporting CP      | 11-2  | 5-3    | 16-5  |
| 1991-92 | HC Liceo (4)      | Roller Monza     | 9-6   | 6-4    | 15-10 |
| 1992-93 | Igualada HC       | OC Barcelos      | 4-1   | 3-3    | 7-4   |
| 1993-94 | Igualada HC (2)   | Amatori Lodi     | 1-1   | 5-0    | 6-1   |
| 1994-95 | Igualada HC (3)   | Roller Monza     | 1-2   | 4-2    | 5-4   |
| 1996-97 | FC Barcelone (7)  | UD Oliveirense   | 6-1   | 8-1    | 14-2  |
| 1997-98 | Igualada HC (4)   | CE Noia          | 2-4   | 4-1    | 6-5   |
| 1998-99 | Igualada HC (5)   | HC Liceo         | 7-3   | 1-4    | 8-7   |
| 1999-00 | FC Barcelone (8)  | CD Paço de Arcos | 2-1   | 7-1    | 9-2   |
| 2000-01 | FC Barcelone (9)  | Club Pati Vic    | 6-6   | 12-3   | 18-9  |
| 2001-02 | FC Barcelone (10) | CP Voltregà      | 4-4   | 8-1    | 12-5  |
| 2002-03 | HC Liceo (5)      | Reus Deportiu    | 2-1   | 3-1    | 5-2   |
| 2003-04 | FC Barcelone (11) | Reus Deportiu    | 1-1   | 6-2    | 7-3   |
| 2004-05 | FC Barcelone (12) | Follonica Hockey | 4-0   | 4-7    | 8-7   |
| 2005-06 | FC Barcelone (13) | Follonica Hockey | 7-1   | 0-2    | 7-3   |

| Année   | Vainqueur         | Score   | Finaliste   | Lieu             |
| ------- | ----------------- | ------- | ----------- | ---------------- |
| 2006-07 | FC Barcelone (14) | 5-0     | CP Vilanova | Dinan            |
| 2007-08 | FC Barcelone (15) | 3-1     | CP Tenerife | Pampelune        |
| 2008-09 | Reus Deportiu     | 4-1     | CH Mataró   | Noia             |
| 2009-10 | FC Barcelone (16) | 7-2     | HC Liceo    | Bilbao           |
| 2010-11 | SL Benfica        | Forfait | HC Liceo    | Viana do Castelo |

| Année   | Vainqueur         | Finaliste      | Aller | Retour | Score        |
| ------- | ----------------- | -------------- | ----- | ------ | ------------ |
| 2011-12 | HC Liceo (6)      | Hockey Bassano | 1-5   | 6-2    | 7-7 (2-1)tab |
| 2012-13 | SL Benfica (2)    | CE Vendrell    | 5-3   | 5-0    | 10-3         |
| 2013-14 | CE Noia (2)       | FC Barcelone   | 0-0   | 3-3    | 3-3 (3-2)tab |
| 2014-15 | FC Barcelone (17) | Sporting CP    | 0-2   | 5-1    | 5-3          |
| 2015-16 | SL Benfica (3)    | OC Barcelos    | 4-5   | 9-2    | 13-7         |

| Édition | Année | Vainqueur            | Score                | Finaliste            | Lieu                                                            | Rapport              |
| ------- | ----- | -------------------- | -------------------- | -------------------- | --------------------------------------------------------------- | -------------------- |
| 37e     | 2017  | UD Oliveirense       | 7 - 4                | Reus Deportiu        | PalaBarsacchi, Viareggio                                        | Rapport              |
| 38e     | 2018  | FC Barcelone (18)    | 3 - 3 3 - 2 tab      | FC Porto             | Pavilhão Municipal de Barcelos, Barcelos                        | Rapport              |
| 39e     | 2019  | Sporting CP          | 3 - 2                | FC Porto             | Pavilhão João Rocha, Lisbonne                                   | Rapport              |
|         | 2020  | Edition non disputée | Edition non disputée | Edition non disputée | Edition non disputée                                            | Edition non disputée |
| 40e     | 2021  | Sporting CP (2)      | 3 - 1                | Lleida Llista Blava  | Pavelló Onze de Setembre, Lleida                                | Rapport              |
| 41e     | 2022  | AD Valongo           | 2 - 1                | GSH Trissino         | Palazzetto dello Sport Antonio Armeni, Follonica                | Rapport              |
| 42e     | 2023  | FC Porto (2)         | 5 - 3                | CP Voltregà          | Pavellò Municipal Oliveras de la Riva, Sant Hipòlit de Voltregà | Rapport              |
| 43e     | 2024  | UD Oliveirense (2)   | 4 - 2                | Sporting CP          | Pavilhão Dr. Salvador Machado, Oliveira de Azeméis              | Rapport              |
| 44e     | 2025  |                      | -                    |                      |                                                                 | [ Rapport]           |

### Palmarès par club
| Rang | Club                | Titres (éditions)                                                                                               | Finales perdues (éditions)       |
| ---- | ------------------- | --- | -------------------------------- |
| 1    | FC Barcelone        | 18 (1980, 1981, 1982, 1983, 1984, 1985, 1997, 2000, 2001, 2002, 2004, 2005, 2006, 2007, 2008, 2010, 2015, 2018) | 2 (1987, 2014)                   |
| 2    | HC Liceo            | 6 (1987, 1988, 1990, 1992, 2003, 2012)                                                                          | 3 (1999, 2010, 2011)             |
| 3    | Igualada HC         | 5 (1993, 1994, 1995, 1998, 1999)                                                                                | -                                |
| 4    | SL Benfica          | 3 (2011, 2013, 2016)                                                                                            | -                                |
| 5    | FC Porto            | 2 (1986, 2023)                                                                                                  | 5 (1982, 1983, 1990, 2018,2019)  |
| 6    | Sporting CP         | 2 (2019, 2021)                                                                                                  | 5 (1981, 1985, 1991, 2015, 2024) |
| 7    | CE Noia             | 2 (1989, 2014)                                                                                                  | 2 (1988, 1998)                   |
| 8    | UD Oliveirense      | 2 (2017, 2024)                                                                                                  | 1 (1997)                         |
| 9    | Reus Deportiu       | 1 (2009) | 4 (1984, 2003, 2004, 2017)       |
| 10   | OC Barcelos         | 1 (1991) | 2 (1993, 2016)                   |
| 11   | AD Valongo          | 1 (2022) | -                                |
| 12   | Roller Monza        | - | 3 (1989, 1992, 1995)             |
| 13   | Follonica Hockey    | - | 2 (2005, 2006)                   |
| 14   | CP Voltregà         | - | 2 (2002, 2023)                   |
| 15   | AFP Giovinazzo      | - | 1 (1980)                         |
| 16   | AD Sanjoanense      | - | 1 (1986)                         |
| 17   | Amatori Lodi        | - | 1 (1994)                         |
| 18   | CD Paço de Arcos    | - | 1 (2000)                         |
| 19   | Club Pati Vic       | - | 1 (2001)                         |
| 20   | CP Vilanova         | - | 1 (2007)                         |
| 21   | CP Tenerife         | - | 1 (2008)                         |
| 22   | CH Mataró           | - | 1 (2009)                         |
| 23   | Hockey Bassano      | - | 1 (2012)                         |
| 24   | CE Vendrell         | - | 1 (2013)                         |
| 25   | Lleida Llista Blava | - | 1 (2021)                         |
| 26   | GSH Trissino        | - | 1 (2022)                         |

### Palmarès par pays
| Rang | Pays     | Finales | Finales | Finales |
| Rang | Pays     | Gagnées | Perdues | Total   |
| ---- | -------- | ------- | ------- | ------- |
| 1    | Espagne  | 32      | 19      | 51      |
| 2    | Portugal | 11      | 15      | 26      |
| 3    | Italie   | 0       | 9       | 9       |